# Sárbogárd (distrikt)
Sárbogárd är ett distrikt i Ungern. Det ligger i provinsen Fejér, i den västra delen av landet, 80 km söder om huvudstaden Budapest.